# ROMAN (格闘技)
ROMAN（ローマン、英: Roots of Martial Arts Network）は、ROMAN株式会社が運営する日本の総合格闘技団体。2024年3月6日に設立され、「格闘技の原点を探求し、日本に再び格闘技の本流を取り戻す」ことを目的として活動している。本社は神奈川県鎌倉市小町に所在する。
ROMANは、時間無制限バーリトゥード、道着着用MMA、オリジナル柔術という3つの独自ルールで競技を展開している点が特徴である。運営陣には、CEOである渡辺直由とともに、日本国内総合格闘技界の黎明期を支えた中井祐樹（日本ブラジリアン柔術連盟会長）、弘中邦佳（元修斗世界ウェルター級王者）らが参画している。

## 歴史
ROMANは2024年3月6日、ROMAN株式会社として設立された。設立の背景には、「究極の決闘の形を探し求め、武道/格闘技の原点に還る」という理念があり、現代格闘技が失いつつある原点への回帰を目指している。
2024年7月21日、沖縄県糸満市のくくる糸満大ホールにてプレ大会「ROMAN-ZERO」を開催。その後、同年10月14日（月・祝）に東京都内で旗揚げ大会「ROMAN ONE」を開催し、正式に活動を開始した。

## 競技ルール
ROMANでは以下の3つのルールによる試合が行われる。

### R.O.M.A. Rules（時間無制限バーリトゥード）
医師の監修の元、安全管理を徹底したうえで行う、頭突き、金的ありなどの過激で自由度の高いルール。初期UFCのような徒手格闘技の原点を現代に蘇らせることを目的としている。

### ROMAN COMBAT（道着着用MMA）
道着（ジャケット）を着用して行う実践的な総合格闘技（MMA）ルール。伝統武道の精神と現代MMAの技術を融合させた新しい闘いの形として提案されている。試合時間は基本的に5分2ラウンド、または10分・15分の1ラウンド制で行われる。

### ROMAN JIUJITSU（オリジナル柔術）
ヒールフックやスラミング、外掛けなどの従来の禁止技が解禁された、より自由度の高いブラジリアン柔術ルール。試合時間は7分で行われる。

## 運営組織
- 代表取締役CEO：渡辺直由 - 取締役COO：住吉優 - 名誉顧問：中井祐樹（日本ブラジリアン柔術連盟会長） - 実行委員会代表：弘中邦佳

## 大会
- ‘’‘ROMAN-ZERO’’’（プレ大会）：2024年7月21日、沖縄県糸満市くくる糸満大ホール - ‘’‘ROMAN ONE’’’（旗揚げ大会）：2024年10月14日（月・祝）、東京都内 - ‘’‘ROMAN Ⅱ’’’（第2回大会）：2025年4月27日 - ‘’‘ROMAN3’’’（第3回大会）：2025年10月11日（予定）

## 主な戦績

### ROMAN ONE（2024年10月14日）
ROMAN ONEでは、3つのルールで計12試合が行われた。
主な試合結果：
- ‘’‘R.O.M.A.Rules’’’：渡慶次幸平がウィル・チョープに1ラウンド1分55秒TKO勝利、ゲイ・ババカールが水口清吾に18秒でTKO勝利 - ‘’‘ROMAN COMBAT’’’：村山大介が溝口博章に腕十字で一本勝ち、関澤寿和が土屋茂樹にTKO勝利 - ‘’‘ROMAN JIUJITSU’’’：大浦マイケが寒河江寿泰に十字絞めで一本勝ち、鍵山士門が江木伸成に腕十字で一本勝ち

### ROMAN Ⅱ（2025年4月27日）
ROMAN Ⅱでは、日沖発がアレッシャンドリ・フランカ・ノゲイラとの15分間の道着着用MMAで判定勝利を収めた。また、ゲイ・ババカールは関根秀樹を25秒でTKO勝利し、2大会連続の圧倒的な勝利を収めた。ROMAN柔術無差別級トーナメントでは、柳井夢翔が優勝した。

## 関連情報
ROMANは、日本の格闘技界に新たな風を吹き込む団体として注目を集めている。特に、道着着用MMAという新しい競技形式は、伝統的な武道と現代格闘技の融合として評価されている。